# When a Man Sees Red
When a Man Sees Red er en amerikansk stumfilm fra 1917 af Frank Lloyd.

## Medvirkende
- William Farnum som Larry Smith
- Jewel Carmen som Violet North
- G. Raymond Nye som Sutton
- Lulu May Bower
- Cora Drew